# بازار بزرگ ساحلی آستارا
بازار بزرگ ساحلی آستارا با نام قدیمی بازارچه روسی آستارا که در میان مردمان بومی آستارا بازار بساط (در قدیم: تخته بازار) گفته می‌شود یکی از مهم‌ترین مراکز تجاری استان گیلان، شمال ایران، از معروف‌ترین بازارهای ایران و از مقاصد مسافران ورودی به آستارا می‌باشد.

## پیشینه
بازار بزرگ ساحلی آستارا که در سال ۱۳۶۸ با فروپاشی شوروی سابق و بازگشایی مجدد گذرگاه مرزی آستارا مابین ایران و جمهوری آذربایجان بنیان‌گذاری شده‌است. ابتدا خرید و فروش اجناس ایرانی و خارجی در آن بازارچه با نام «بازار روس» به صورت یک روز در هفته انجام می‌گرفت و به تدریج با آمدوشد بیشتر و رونق بازارچه، از شهرت لازم برخوردار شد. بنای بازار بزرگ ساحلی آستارا به صورت معماری خاص منطقه آستارا و به صورت بام‌های سفالین می‌باشد. پس از رونق این بنا در طول سال‌های گذشته و بعد از سال ۱۳۷۷ مجموعه مغازه‌ها و پاساژهای حول بازار بزرگ ساحلی گسترش یافته‌است.

## مکان
بازار بزرگ ساحلی در یکی از بهترین نقاط شهری آستارا و در حاشیه دریای خزر – مرداب آستارا واقع شده‌است. مغازه‌ها و پاساژهای زیرمجموعه بازار بزرگ ساحلی از پل فارابی تا انتهای پارکینگ بازار و چسبیده به بلوار سفیر امید امتداد می‌یابد.

## پاساژ و بازارها
| جهانگیری         | فانوس دریا | جهانی      | برادران مردانه |
| ---------------- | ---------- | ---------- | -------------- |
| پوریا            | سعید       | سیفی       | درویش          |
| امیرحسین پورزارع | مدرن       | آذربایجان  | بخشپوری        |
| سعادتی           | نظرنیا     | فانوس شمال | امیر           |
| حسین‌نژادی        | ساحلی      | رضا        | کاسپین         |
| میلاد            | زحمتکش     | تیراژه     | طاهری          |
| سالار            | شیروان     | فغانی      | سفیدگر         |

بازار بزرگ ساحلی آستارا با بیش از ۱٬۵۰۰ واحد صنفی فعال در محدوده ۶۰ پاساژ در بخش‌های مختلف پوشاک، و… فعالیت می‌کند، که به صورت مستقیم برای پنج هزار نفر اشتغالزایی شده‌است. مجموعه بازارها و پاساژهای زیرمجموعه بازار بزرگ ساحلی بدین صورت می‌باشد: